# Mauser BK-27
BK-27 – automatyczne działko pokładowe kalibru 27 mm produkowane przez firmę Mauser, obecnie będącą częścią koncernu Rheinmetall. Zaprojektowane w latach 60. XX wieku dla samolotu wielozadaniowego Panavia Tornado zbudowanego w ramach programu MRCA (ang. Multi-Role Combat Aircraft – wielozadaniowy samolot bojowy).
BK-27 jest jednolufowym działkiem rewolwerowym przeładowywanym energią gazów prochowych, strzelającym pociskami 27 × 145 mm o wadze 260 g. Może być zasilane amunicją różnych typów: MP (ang. Multi Purpose – uniwersalna), HE (High Explosive – burzący), AP (Armour Piercing – przeciwpancerny), APHE (ang. Armour Piercing High Explosive – przeciwpancerno – burzący), SAPHE (ang. Semi-Armour Piercing High Explosive) – przeciwpancerny odłamkowy) i nowym podkalibrowym FAPDS (ang. Fragible Armour Piercing Discarding Sabot – przeciwpancerny pocisk odłamkowy z sabotem). Zasilane taśmowo z bębna lub beztaśmowo z zamkniętej skrzynki amunicyjnej LAB (Linkless Ammunition Box) o wysokiej niezawodności, zaprojektowanej do użycia w myśliwcu Eurofighter Typhoon. Przystosowane do atakowania zarówno celów powietrznych jak i naziemnych.
Działko Mauser BK-27 zostało wyprodukowane w liczbie 3000 sztuk (do 2005 roku) i jest używane jako uzbrojenie samolotów Panavia Tornado (w wersji wielozadaniowej  Tornado IDS, 2 działka zabudowane w kadłubie ze 180 sztukami amunicji na lufę; amunicja różnych typów w jednej taśmie do atakowania różnych celów), Dassault/Dornier Alpha Jet (w gondoli podwieszanej), Saab JAS 39 Gripen (zabudowane w kadłubie) i Eurofighter Typhoon (zabudowane, zasilane beztaśmowym systemem LAB). Lotnictwo Stanów Zjednoczonych zamierzało licencyjnie produkować to działko dla celów nowo projektowanego myśliwca F-35 Joint Strike Fighter, ale najprawdopodobniej produkcja nie dojdzie do skutku ze względu na konkurencyjny plan zastosowania działka GAU-12.
Występuje także w wersjach morskich jako lekkie działko MN 27 GS i MLG 27.
MLG 27 zostało zaprojektowane w 1998 roku i jest standardowym działkiem niemieckiej marynarki wojennej. Zastępuje ono sukcesywnie ręcznie obsługiwane działka kalibrów 20 i 40 mm.
MLG 27 jest zdalnie sterowane ze stanowiska ogniowego. Posiada zamontowane wyposażenie do strzelania zarówno w nocy jak i w dzień oraz automatycznego śledzenia celu. Możliwe jest też ręczne sterowanie działkiem. Przeznaczone do zwalczania samolotów, śmigłowców, szybkich łodzi i celów nabrzeżnych.